# Ostrov Svatého Pavla
Ostrov Svatého Pavla, známý také jako Selmunett je malý neobydlený ostrůvek z korálového vápence, ležící nedaleko severovýchodního pobřeží ostrova Malta ve Středozemním moři a geopoliticky je součástí republiky Malta. Ostrov je v době vysokého přílivu rozdělen do dvou ostrovů mělkou šíjí a proto se o něm někdy hovoří v množném čísle – Ostrovy Svatého Pavla.

## Historie

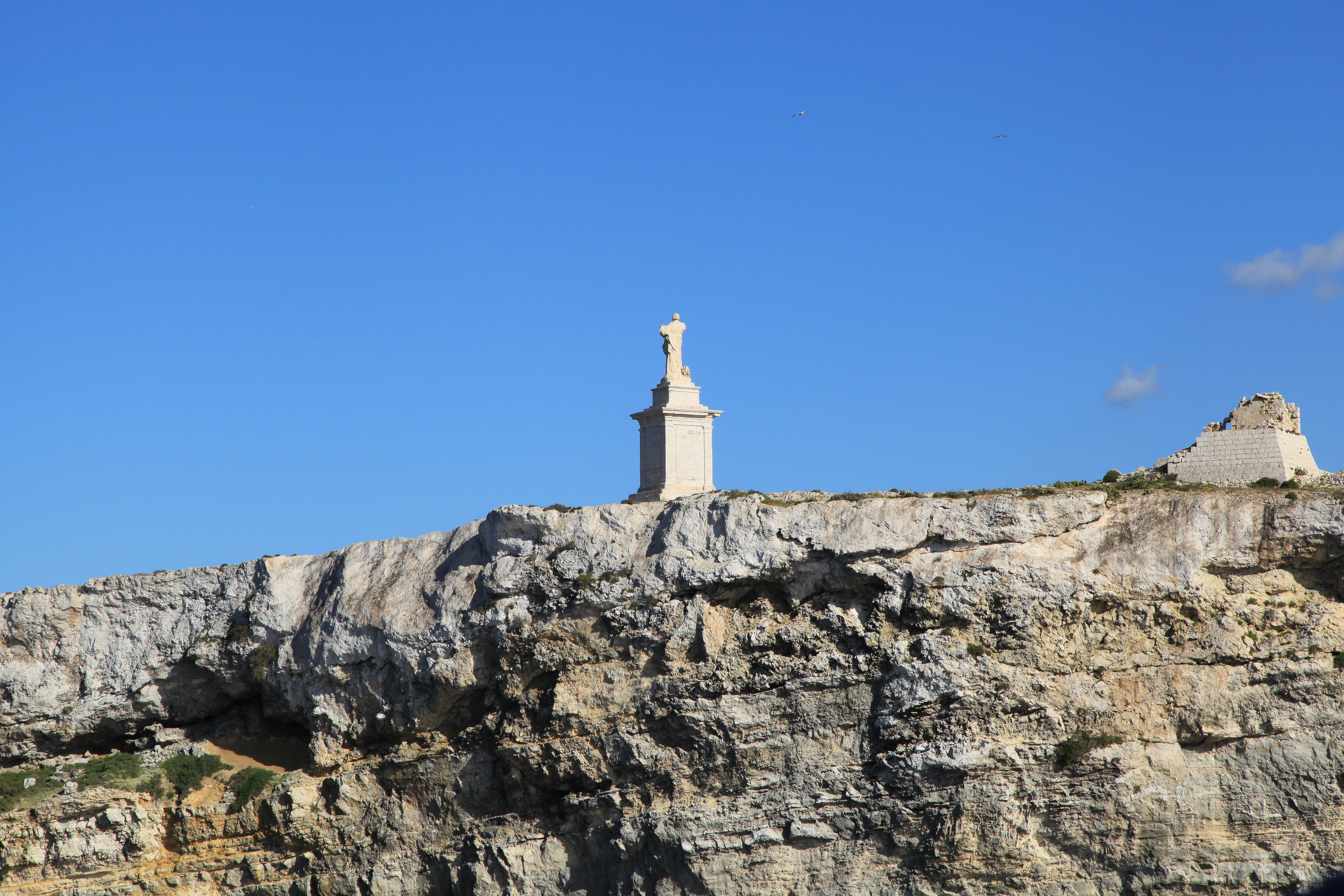
Socha Sv. Pavla a zbytky staré zemědělské usedlosti

Podle páté knihy Nového zákona Skutky apoštolů ztroskotala loď vezoucí apoštola Pavla do Říma na ostrově, který řada historiků určila jako Maltu. Tradičně jsou Ostrov Svatého Pavla a Záliv Sv. Pavla (St. Paul's Bay) označovány jako místo, kde ke ztroskotání došlo.
V roce 1576 byl kapitán Marco di Maria pronásledován u pobřeží Malty berberskými korzáry. Riskantně navigoval své plavidlo přes úzký kanál mezi ostrovy a když ho piráti následovali, jejich loď najela na mělčinu a piráti byli zajati. Na památku tohoto činu věnoval templářský velmistr Jean de la Cassiere Ostrovy Svatého Pavla rodině kapitána. Vzhledem k tomu, že ten byl členem rodiny Salamone, ostrovy byly často nazývány maltsky Selmunett.
V roce 1844 byla na ostrově umístěna socha svatého Pavla od sochařů Segismondo Dimecha z Valletty a Salvatora Dimecha z Lije. Socha byla oficiálně požehnána dne 21. září 1845. Poté byla několikrát opravována a restaurována, naposledy v roce 2015.
Od roku 1930 bydlel na ostrově farmář jménem Vincenzo Borg, přezdívaný ta'Bajdafin v domě poblíž sochy Svatého Pavla. Opustil svůj statek a pole až těsně před začátkem druhé světové války. Statek od té doby chátral, dnes z něj zbývá pouze ruina.
Papež Jan Pavel II. navštívil ostrov během své návštěvy na Maltě v roce 1990.

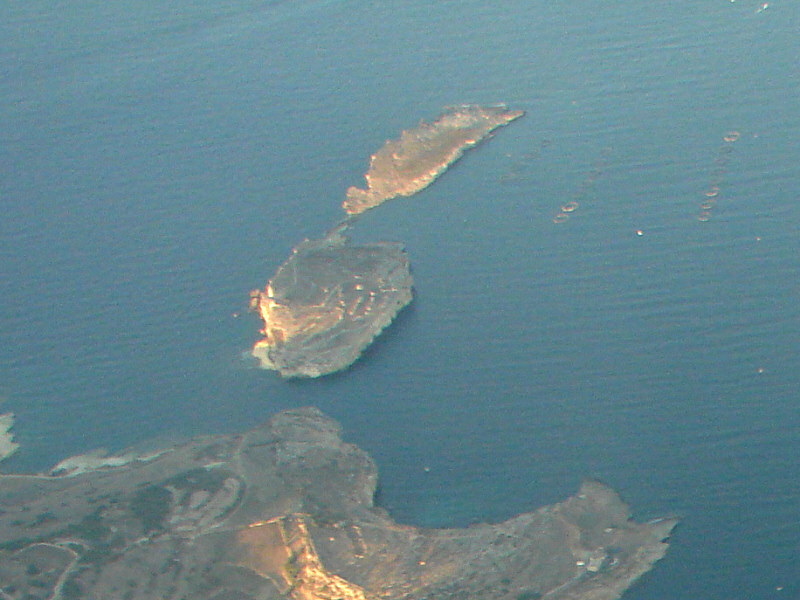
Letecký snímek